# Simone Barillier
Simone Barillier (Clichy, 1º aprile 1917 – Eaubonne, 14 settembre 2013) è stata una modella francese, vincitrice del titolo di Miss Parigi 1933 Miss Francia 1934.
È stata l'undicesima vincitrice del concorso, eletta Miss Francia a Parigi.